# Stemma di Lisbona
Lo stemma di Lisbona è uno scudo d'oro su cui è presente un vascello nero e argento su un mare di sette onde alternativamente verdi e argento. Ad entrambe le estremità della nave si trovano due corvi rivolti verso il centro del campo. Una corona muraria d'oro con cinque torri (il che indica lo status di capitale e città rispettivamente) cima lo scudo che è anche circondato dal collare dell'Ordine della Torre e della Spada e da un nastro che riporta il motto, in portoghese arcaico "MUI NOBRE E SEMPRE LEAL CIDADE DE LISBOA" (molto nobile e sempre leale città di Lisbona) scritto con caratteri lapidari neri.
L'immagine dello stemma commemora il trasferimento delle reliquie di San Vincenzo di Saragozza da Cabo de São Vicente a Lisbona. In accordo alla leggenda dopo il martirio i corvi protessero il corpo di San Vincenzo dall'essere divorato dagli animali selvatici fino a quando i seguaci del santo poterono recuperare il corpo. Un santuario fu eretto sopra la tomba che fu comunque sorvegliata da stormi di corvi. Re Alfonso Henriques (1139-1185) fece riesumare il corpo, nel 1173, e lo fece trasferire in nave al monastero di São Vicente de Fora in Lisbona; anche durante questo spostamento il corpo fu accompagnato dai corvi.

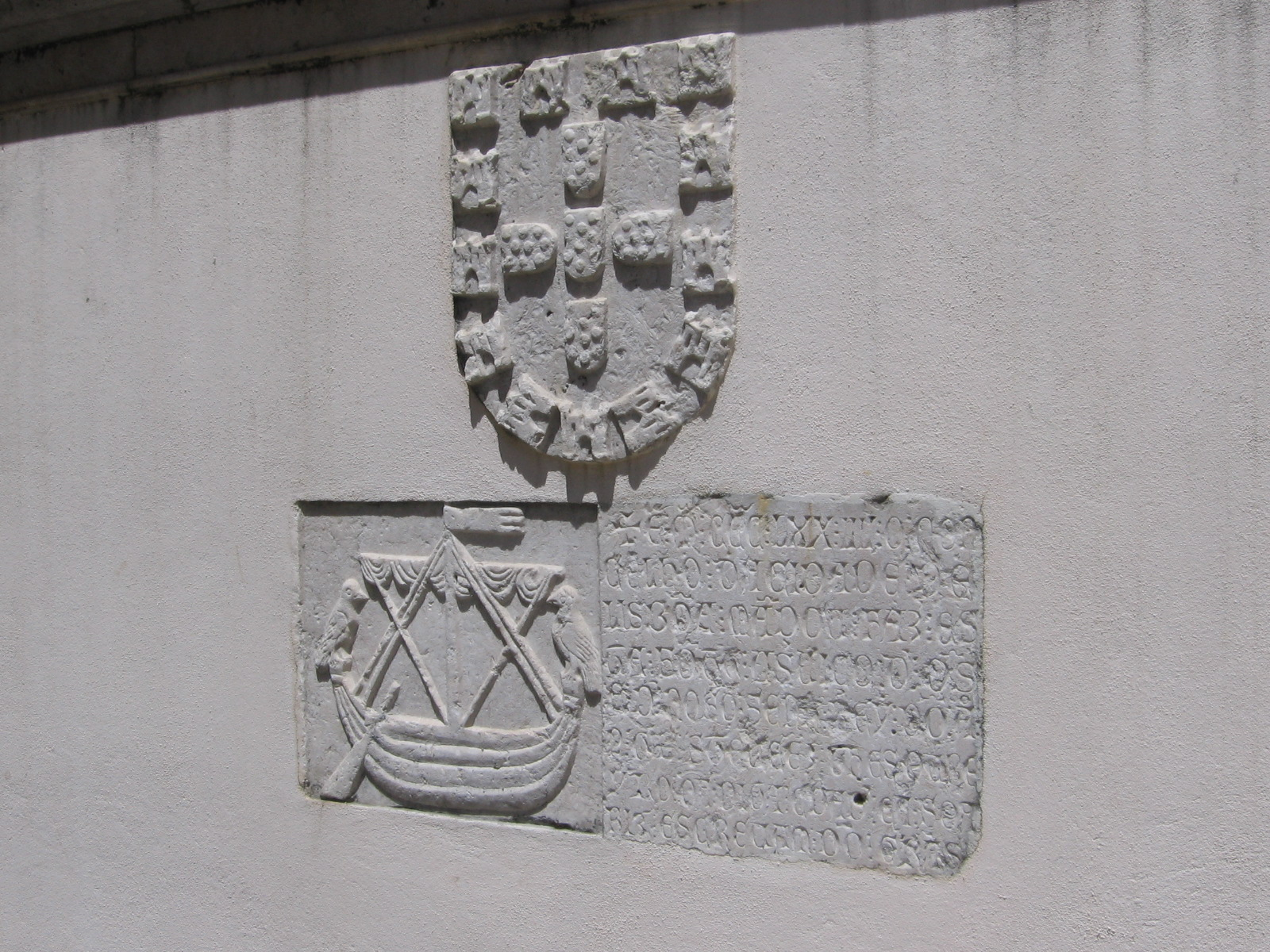
Dettaglio dello stemma scolpito presente sullo Chafariz de Andaluz, risalente al 1336.

Lo stemma venne definito ufficialmente e adottato nella sua forma attuale nel 1940. Esso si basa sugli stemmi presenti sulle fontane pubbliche Chafariz de Andaluz e Chafariz de Dentro. Questi presentano un aspetto molto simile tra di loro e sono probabilmente risalenti alla medesima epoca, dal momento che entrambi sono accompagnati dal blasone di Alfonso IV del Portogallo.